# Trachyphyllum jeyporense
Trachyphyllum jeyporense là một loài rêu trong họ Pterigynandraceae. Loài này được Thér. & Dixon mô tả khoa học đầu tiên năm 1928.